# 平均血药浓度
平均血药浓度，简写为：Cavg是在稳态下给药间隔期间，中央循环的药物平均浓度。其计算公式为：
{\displaystyle C_{\text{avg}}={\frac {AUC_{\tau ,{\text{ss}}}}{\tau }}}
其中{\displaystyle AUC_{\tau ,{\text{ss}}}}是曲线下的面积；{\displaystyle \tau }是给药间隔。